# Okakura Kakuzō

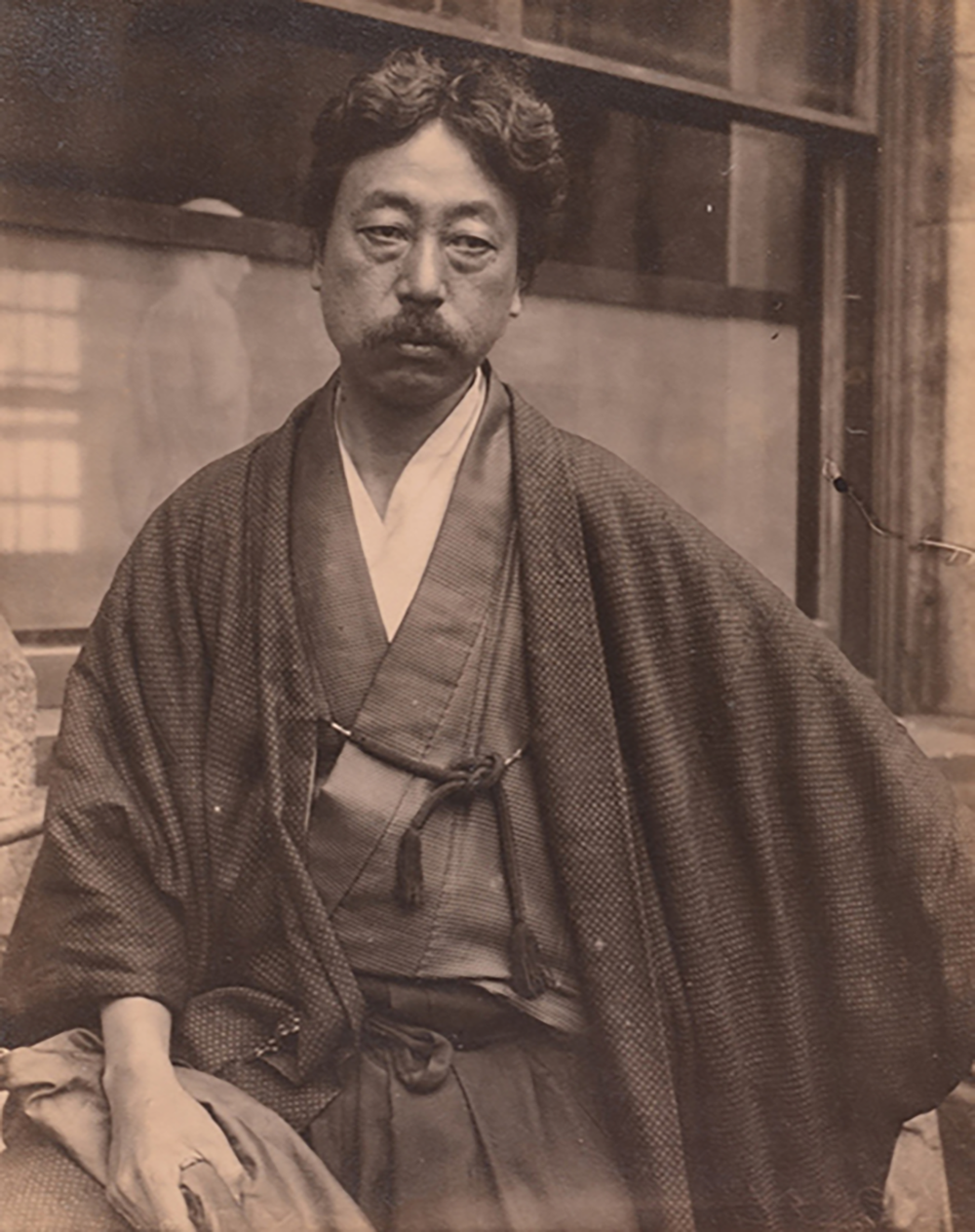
Okakura Kakuzō, 1898

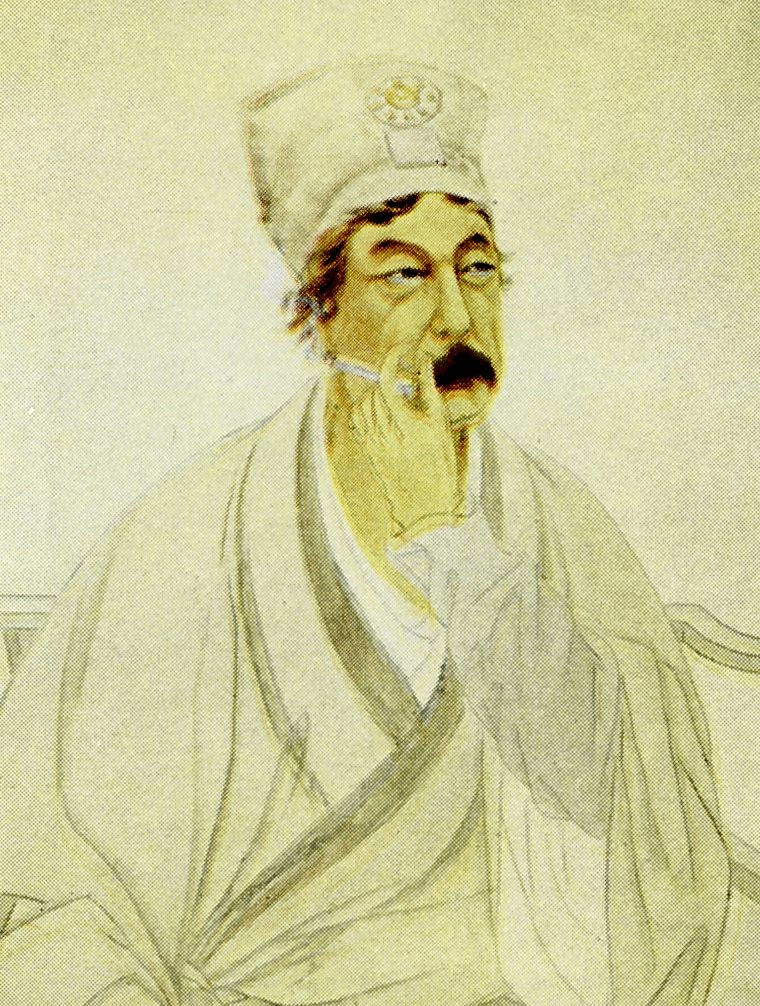
Okakura (Shimomura, 1922)

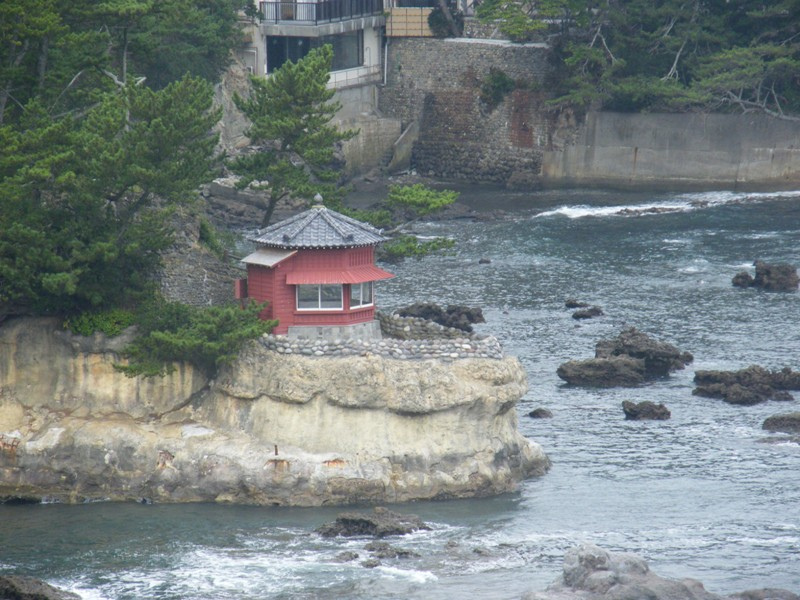
Okakuras Pavillion in Izura Kaigan, Präfektur Ibaraki

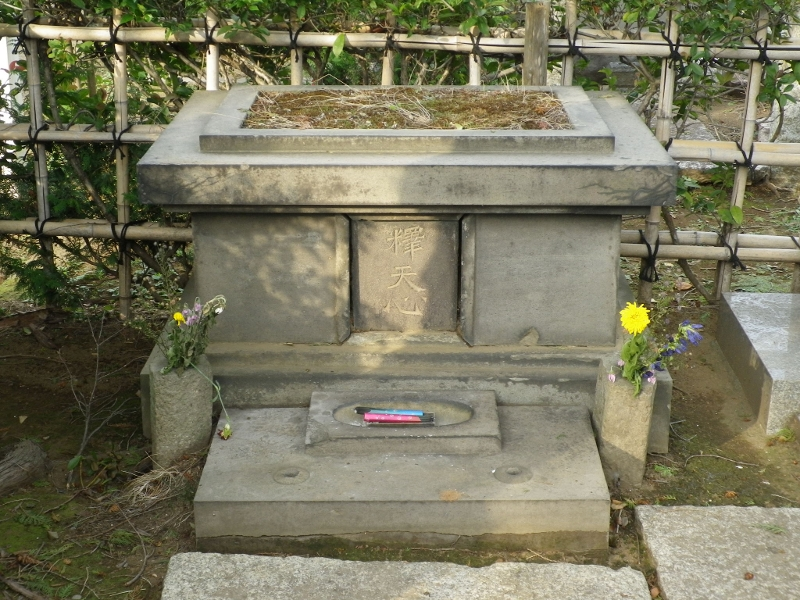
Grab (Friedhof Somei)

Okakura Kakuzō (jap. 岡倉 覚三, alias Okakura Tenshin 岡倉 天心; * 14. Februar 1862 in Yokohama; † 2. September 1913) war ein japanischer Kunstwissenschaftler und -förderer. Außerhalb Japans ist er durch sein Buch vom Tee bekannt geworden.

## Leben
Okakura wurde in Yokohama geboren, wo sein Vater Kan’emon für das Lehen Fukui ein Seidengeschäft betrieb. Mit sieben Jahre begann er Englisch an einer amerikanischen Missionarsschule zu lernen. 1873 zog die Familie nach Tokyo, wo er an der Tōkyō gaikokugo gakkō weiter Englisch lernte. Ab 1875 besuchte er die Tōkyō kaisei gakkō (ab 1877 in Universität Tōkyō umbenannt), wo er Politikwissenschaft und Volkswirtschaftslehre studierte. Dort lernte er Ernest Fenollosa kennen, der Philosophie und Politische Ökonomie unterrichtete.
Nach Ende des Studiums 1880 trat er in das Kultusministerium ein. Er unterstützte Fenollosa als Dolmetscher und Übersetzer bei dessen Reise in Kunst-Angelegenheiten. Okakura nahm 1886 zusammen mit Fenollosa an einer vom Kultusministerium organisierten Studienreise in die USA und nach Europa teil.
Nach seiner Rückkehr bemühte er sich um die Wiedererrichtung einer Kunsthochschule, die dann 1889 als Tōkyō bijutsu gakkō (Schule für bildende Künste Tokyo; jetzt Tōkyō Geijutsu Daigaku) ihre Arbeit aufnehmen konnte. 1891 wurde er Direktor, trat aber 1898 auf Grund von Auseinandersetzungen über die Zielrichtung der Schule von seinem Amt zurück und gründete, gefolgt von Hashimoto Gahō, Yokoyama Taikan und weiteren Lehrern das private Nihon Bijutsuin (Japanisches Kunstinstitut). 1906 wurde die Ausbildungsstätte aus Kostengründen nach Izura (Präfektur Ibaraki) verlegt, an den Ort, an dem ein Jahr zuvor Okakura sich einen Nebenwohnsitz eingerichtet hatte.
Ende 1901 reiste Okakura nach Indien, wo er Anfang 1902 Rabindranath Tagore traf. 1904 wurde er mit den Nihonga-Malern Yokoyama, Hishida und Shimomura vom Museum of Fine Arts in Boston eingeladen. Okakura beeindruckte durch seine Kenntnisse in chinesischer und japanischer Kunst, lernte auch die Mäzenin Isabella Stewart Gardner kennen. 1905 wurde er zum Direktor der von Fenollosa aufgebauten Abteilung für asiatische Kunst des Bostoner Museums. Er lebte von nun an abwechselnd in den USA und in Japan.
1910 übernahm Okakura einen Lehrauftrag an der Universität Tokyo. 1911 reiste er nach Europa (in Berlin sah er sich nicht nur die Kunstmuseen an, sondern interessierte sich auch für das Museum für Völkerkunde), die Harvard-Universität verlieh ihm in dem Jahr den M.A. Ende des Jahres begann sich sein Gesundheitszustand zu verschlechtern. 1913 wurde das Opernlibretto The White Fox fertig, das er Isabella Stewart Gardner widmete. Ebenfalls 1913 wurde er in die American Academy of Arts and Sciences gewählt. Im selben Jahr starb er während eines Japan-Aufenthaltes. Sein Grab befindet sich auf dem Friedhof Somei im Bezirk Toshima, Tokio.

## Wirken
Okakura war ein in der Öffentlichkeit stehender Stadtbewohner, der bereits in der Meiji-Zeit ein internationales Selbstverständnis besaß. Seine Hauptwerke verfasste er in Englisch. Okakura erforschte die traditionellen Künste Japans, bereiste Europa, die Vereinigten Staaten, China und Indien. Im Angesicht eines massiven Ansturms westlicher Kultur präsentierte er der Welt ein Bild von Japan als ein Mitglied „des Ostens“.
Sein Buch The Ideals of the East (deutsch Die Ideale des Ostens) aus dem Jahr 1904, das er kurz vor Ausbruch des Russisch-Japanischen Krieges veröffentlichte, ist berühmt für seine Eingangsworte Asia is One („Asien ist Eins / eine Einheit“). Er fährt fort, selbst der Himalaya könne das Zusammenspiel von chinesischer und indischer Kultur nicht trennen. Dies war ein früher Ausdruck von Pan-Asiatismus und stand im Gegensatz zu der in Japan verfochtenen Meinung „Raus aus (dem zurückgebliebenen) Asien“ (脱亜).
In Japan wird Okakura – in Gemeinschaft mit Fenollosa – das Verdienst zugeschrieben, die Nihonga, die Malerei mit traditionellen japanischen Techniken, fortgeführt zu haben, da sich diese Kunstrichtung durch Yōga, die Kunst westlichen Stils, bedroht sah, deren wichtigster Förderer Kuroda Seiki war. Darüber hinaus wirkte er, da er die Notwendigkeit der Erhaltung des japanischen Kulturerbes begriffen hatte, bei der Modernisierung der japanischen Ästhetik mit und wurde auf diese Weise zu einem der wichtigsten Reformer der Meiji-Zeit.
Außerhalb Japans hatte Okakura direkt oder indirekt erheblichen Einfluss auf wichtige Persönlichkeiten wie den Philosophen Martin Heidegger, den Dichter Ezra Pound und besonders den Dichter Tagore und Isabella Stewart Gardner, mit denen ihn eine enge Freundschaft verband.

## Werke
- The Ideals of the East (London: J. Murray, 1903)
- Die Ideale des Ostens. Übersetzung aus dem Englischen Marguerite Steindorff. Leipzig : Insel, 1919
  - dt. Die Ideale des Ostens (Kristkeitz Verlag, Heidelberg 2009, ISBN 978-3-932337-10-9)
- The Awakening of Japan (New York: Century, 1904)
- Die japanische Volksseele. 1906
- The Book of Tea (New York: Putnam’s, 1906);
  - dt. Das Buch vom Tee übertragen von Marguerite und Ulrich Steindorff, Insel-Bücherei Nr. 274 des Insel-Verlages Leipzig 1922.
  - dt. Das Buch vom Tee übertragen und mit einem Nachwort versehen von Horst Hammitzsch und einem Essay von Irmtraud Schaarschmidt-Richter, Insel Verlag, Frankfurt am Main 2002 ISBN 3-458-34655-4.
  - dt. Das Buch vom Tee, übertragen und mit einem Nachwort von Horst Hammitzsch. Mit farbigen Illustrationen von Alexandra Klobouk und Eva Gonçalves. Insel Verlag, Berlin 2016, ISBN 978-3-458-19423-1.
- Moderne Probleme der Malerei. 1907